# 柊悠哉
柊 悠哉（ひいらぎ ゆうや）は、日本の官能小説家。株式会社フランス書院が2016年に主催した第18回フランス書院文庫官能大賞において新人賞を受賞しデビュー。

## 人物
官能小説家としてのデビューは、2017年7月の『彼女の母・彼女の姉・過保護なママ』である。同作品は第18回フランス書院文庫官能大賞において新人賞に選定された『彼女の家族とママ』が改稿されたものである。

## 著書
- 彼女の母・彼女の姉・過保護なママ（2017年7月、フランス書院）
- 理性瓦解 兄嫁と姪三姉妹（2018年5月、フランス書院）